# Benjani
Benjamin Mwaruwari, surnommé Benjani, né le 13 août 1978 à Bulawayo (Zimbabwe), est un footballeur international zimbabwéen qui évolue au poste d'attaquant.

## Biographie

### Les débuts en Afrique puis prêt à Grasshopper (avant 2002)
Sous la chaleur de Bulawayo, deuxième ville du Zimbabwe, l'adolescent Benjamin Mwaruwari d'origine malawite dribble en liberté. À dix-sept ans, l'attaquant monte à Harare, enrôlé par Lulu Rovers, club de la banlieue de la capitale. Mais c'est ensuite sous les couleurs d'Air Zimbabwe Jets que sa carrière décolle. En 1998, l'Africain découvre la première division et débute en sélection mais ne s'arrête pas là. De 1999 à 2001, le buteur brille au Jomo Cosmos et est élu meilleur joueur du championnat 2000-2001.
Avec un tel rendement, l’avenir du joueur est ailleurs, c’est-à-dire en Europe. Grâce à l’organisation d’un match amical entre le Jomo Cosmos et les Grasshopper Zurich, Benjani attire l’attention de l’entraîneur du club suisse. Ainsi émigre-t-il vers le vieux continent. Le 5 août 2001, il fait ses débuts sous les couleurs suisses. L’entraîneur Hans-Peter Zaugg se prend d’affection pour lui et lui donne sa chance en le titularisant dans l’équipe type.
Prêté, le 20 septembre 2001, Mwaruwari débute en Coupe de l'UEFA chez le FC Dinamo Bucarest et inscrit son premier but en Coupe d'Europe. Mais l'entraîneur change durant la saison et l'attaquant se retrouve sur le banc, sans jouer. Benjani entrevoit l'échec mais son agent trouve une solution. Celui-ci contacte Guy Roux, qui cherche alors un avant-centre pour soulager Djibril Cissé. Mwaruwari rejoint l'AJ Auxerre pendant son stage de préparation qu'ils effectuent en Suisse. Essayé en match amical, le joueur ne parvient pas à convaincre le patron de l'équipe bourgignonne. Mais les joueurs auxerrois lui soutiennent qu'il faut conserver Mwaruwari. À l'écoute, Roux décide de faire signer l'international aux vingt sélections jusqu'en 2006.

### Confirmation en Europe avec Auxerre (2002-2006)
Après sa signature à l'AJ Auxerre, seul son prénom est floqué sur son maillot car Guy Roux estime que Benjani est plus facile à retenir que Mwaruwari. Le 8 août 2002, il débute en Ligue 1 lors de la deuxième journée contre Montpellier, devenant le premier Zimbabwéen à jouer en France et inscrit son premier but. Lorsque Djibril Cissé se blesse quelques semaines plus tard, Benjani se tient prêt. Lors du sixième match de championnat, il signe la victoire des siens à Bastia. Ensuite, il marque à Sochaux, s'offre un doublé contre Sedan, ouvre la marque à Nantes, avant de trouver la faille contre Monaco. Aligné à sept reprises, dont quatre fois titulaire, il marque sept buts en 403 minutes (un toutes les 57 minutes). En Ligue des champions, il marque contre Dortmund et impressionne même les supporters anglais contre Arsenal.
Souvent brillant et décisif lors de la première saison, il connut par la suite une année maudite, gâchée par des blessures récurrentes qui l’ont éloigné des terrains. Il a été lâché par les dirigeants auxerrois lors du mercato hivernal 2005-2006, pour environ 6M€, sans être remplacé, point de départ de la discorde entre l'entraîneur d'alors, Jacques Santini, et les dirigeants, parmi lesquels Guy Roux.

### Départ à Portsmouth et échec à Manchester City (2006-2010)
Après avoir marqué 6 buts en 2006-07, il repart sur de très bonnes bases en marquant 12 buts en une demi-saison, dont un quadruplé face Reading FC (7-4). Cette performance éveilla l'intérêt de Sven-Göran Eriksson, entraîneur de Manchester City. 
Le 31 janvier 2008, il doit rejoindre Manchester City mais à la suite d'un imbroglio entre les deux clubs, il ne rejoint Manchester que le 5 février pour environ 5,2 millions d'euros.

### Rebond en Angleterre avant la fin en Afrique du Sud (2010-2014)
En janvier 2010, il est prêté pour le reste de la saison à Sunderland.
En août 2010, il signe pour une saison au Blackburn Rovers. Le 12 octobre 2010, à 32 ans, il annonce sa retraite internationale.
Le 13 août 2011, il signe un contrat d'une saison à Portsmouth. Il quitte Portsmouth à l'été 2012, à la suite de la fin de son contrat. 
Le 27 février 2013, après plusieurs mois sans club depuis son départ de Portsmouth, Benjani s'engage jusqu'à la fin de la saison avec Chippa United, alors lanterne rouge de la première division sud-africaine.
En juin 2013, il rejoint un autre club sud-africain : Bidvest Wits. En mai 2014, alors que son contrat arrive à expiration, il annonce n'être pas sûr de poursuivre sa carrière,. En juin 2014, Bidvest Wits ne renouvelle pas son contrat et Benjani prend sa retraite.

## Style de jeu
Benjani est un joueur d'instinct, capable de faire la différence sur un geste technique. Attaquant altruiste, il est doté d'une bonne frappe du pied droit. Élégant et rapide, il déroute souvent ses adversaires par des dribbles mais est parfois maladroit devant le but.

## Palmarès
- Coupe de France (2)
  - Vainqueur en 2003 et 2005 avec l'AJ Auxerre.